# Fórmula Ásia
A Fórmula Ásia (também conhecida como Asian Formula 2000), foi uma categoria de fórmula monomarca, disputada na Ásia entre 1994 até 2000.

## História

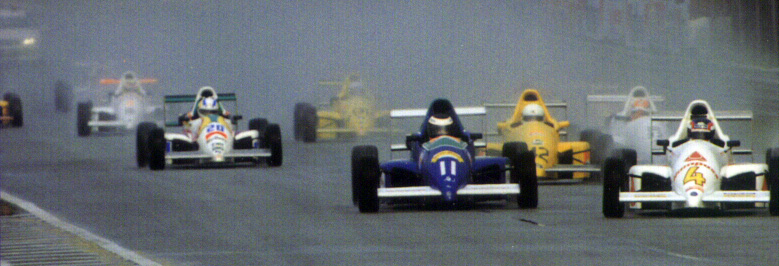
Disputa da Fórmula Ásia, em 1994

O campeonato era organizado pela Motorsport Asia Ltd. O objetivo da categoria era em ajudar jovens pilotos asiáticos a transicionar do karting para categorias de fórmula europeias, como a Fórmula Ford e a Fórmula Renault. Etapas foram disputadas na Índia, Indonésia, Malásia e China. A categoria contou com vários pilotos, como Narain Karthikeyan, Alex Yoong, Ananda Mikola, Takuma Sato, Parthiva Sureshwaren, Denis Lian e Danny Watts.
Uma etapa especial era disputada anualmente no Grande Prêmio de Macau, no Circuito da Guia. A piloto japonesa Keiko Ihara marcou um pódio nessa etapa no ano de 2002, sendo a primeira piloto feminina no pódio do Grande Prêmio de Macau em sua história.

## Formato da Competição
A Fórmula Ásia contava com quatro sessões de treinos livres por etapa: Duas sessões de 30 minutos sem cronometragem e mais duas, também de 30 minutos, com cronometragem. As qualificações eram feitas em duas sessões de 30 minutos, definindo o grid para a corrida.

### Pontuação
| Posição   | 1º | 2º | 3º | 4º | 5º | 6º | 7º | 8º | 9º | 10º |
| --------- | -- | -- | -- | -- | -- | -- | -- | -- | -- | --- |
| Pontuação | 20 | 15 | 12 | 10 | 8  | 6  | 4  | 3  | 2  | 1   |

- Pole Position: Um Ponto

## Carros
A categoria, sendo monomarca, utilizava carros mecanicamente idênticos. O chassis SMR AF 2000 era produzido pela Sonenscher Racing Cars Limited, construído em alumínio. O carro era propulsado por um motor Ford Zetec 2.0L 4-cil 16v, gerando 177 cv (130 kW), acoplado a uma transmissão Hewland LD200, manual, cinco velocidades. O carro contava com pneus Michelin e pesava, ao todo, 575 kg.

## Campeões
| Ano  | Piloto                |
| ---- | --------------------- |
| 1996 | Narain Karthikeyan    |
| 1997 | Bagoes Hermanto       |
| 1998 | Ben Walsh             |
| 1999 | Nattapong Horthongkum |
| 2000 | Ng Wai-Leong          |
| 2001 | Karun Chandhok        |
| 2002 | Denis Lian            |

### Vencedores do Macau Asian Formula 2000 Challenge
| Ano  | Piloto             |
| ---- | ------------------ |
| 1999 | Takuma Sato        |
| 2000 | Philippe Descombes |
| 2001 | Philippe Descombes |
| 2002 | Danny Watts        |